# Nienstedt am Harz
Nienstedt is een dorp in de gemeente Osterode am Harz in het Landkreis Göttingen in Nedersaksen in Duitsland. Het werd in 1972 bij Osterode gevoegd en vormt samen met het nabijgelegen Förste een ortsteil. Nienstedt wordt voor het eerst vermeld in een oorkonde uit 1055.
- Gemeinsame Normdatei: 5267675-4
- Virtual International Authority File: 126368557
- WorldCat: E39PBJxWP8pDQDKy8FRfD6RVG3